# Nestlé
Nestlé (nom oficial Société des Produits Nestlé S.A.) (SIX NESN) és la companyia agro-alimentària més gran del món. Té la seu central a Vevey, Suïssa. La gamma de productes que Nestlé ven inclou des d'aigua mineral, fins a menjar per animals passant per productes xocolaters i làctics. Té més de 200.000 treballadors arreu del món.
L'empresa fou fundada el 1866 pel suís Henri Nestlé que havia desenvolupat un menjar per nadons incapaços d'alimentar-se prenent el pit (o qualsevol dels substituts habituals a l'època). L'immens valor de la troballa en possibilità una ràpida expansió per Europa i Amèrica, incrementada per la fusió el 1905 amb la Anglo-Swiss Condensed Milk Company, que tot i ser una empresa més grossa adoptà el nom de la petita perquè ja era molt famós.
L'empresa patí els inicis de la Segona Guerra Mundial, però a la llarga la inclusió del cafè soluble Nescafé d'entre les racions estàndard de l'exèrcit nord-americà n'afavorí la difusió enormement.
Darrerament, com moltes altres multinacionals, ha rebut crítiques i patit boicots més o menys severs per culpa de les seves pràctiques comercials, especialment en relació amb països del Tercer Món.

## Productes
Actualment, Nestlé té més de 2.000 marques amb una àmplia gamma de productes en diversos mercats, com ara cafè, aigua embotellada, batuts i altres begudes, cereals per a l'esmorzar, aliments infantils, nutrició de rendiment i salut, condiments, sopes i salses, aliments congelats i refrigerats i aliments per a mascotes.

## Marques principals
Les marques estan classificades per mercats i ordenades pels beneficis que proporcionen (majors com més amunt).

### Cafè
- Nescafé
- Nescafé Dolce Gusto
- Taster's Choice
- Ricoré
- Ricoffy
- Nespresso
- Bonka
- Zoégas
- Loumidis

### Aigua
- Nestlé Pure Life
- Nestlé Aquarel
- Perrier
- Vittel
- Contrex
- San Pellegrino
- Acqua Panna
- Levissima
- Vera
- Arrowhead
- Poland Spring
- Deer Park
- Al Manhal
- Ozarka
- Hépar
- Ice Mountain
- Zephyrhills
- San Bernardo
- Quézac
- Viladrau

### Altres begudes
- Nestea
- Nesquik
- Nescau
- Milo
- Carnation
- Libby's
- Caro

### Productes no frescs (deprestatge)
- Nestlé
- Nido
- Nespray
- Ninho
- Carnation
- Milkmaid
- La Lechera
- Moça
- Klim
- Gloria
- Svelty
- Molico
- Nestlé Omega Plus
- Bear Brand
- Coffee-Mate

### Formatges i iogurts
- Nestlé
- Sveltesse
- La Laitière
- La Lechera
- Ski
- Yoco
- Svelty
- Molico
- LC1
- Chiquitin

### Gelats
- Nestlé
- Frisco
- Motta
- Camy
- Savory
- Peters
- Häagen Dazs
- Mövenpick
- Schöller
- Dreyer's

### Menjar infantil
- Nestlé
- Nan
- Lactogen
- Beba
- Nestogen
- Cérélac
- Neslac
- Nestum
- Guigoz
- Good Start

### Alimentació per esportistes
- PowerBar
- Nesvita
- Neston

### Alimentació mèdica
- Nutren
- Peptamen
- Modulen

### Condiments
- Maggi
- Buitoni
- Thomy
- Winiary

### Congelats
- Maggi
- Buitoni
- Stouffer's
- Lean Cuisine
- Hot Pockets

### Productes refrigerats
- Nestlé
- Buitoni
- Herta
- Toll House

### Xocolata i galetes
- Nestlé
- Crunch
- Cailler
- Galak/Milkybar
- Kit Kat
- Quality Street
- Smarties
- Baci
- After Eight
- Baby Ruth
- Butterfinger
- Lion
- Aero
- Polo
- Rolo
- Caramac
- Violet Crumble
- Nestlé Postres

### Productes professionals
- Chef
- Davigel
- Minor's
- Santa Rica

### Menjar per animals
- Friskies
- Fancy Feast
- Alpo
- Mighty Dog
- Gourmet
- Mon Petit
- Felix
- Purina
- Dog Chow
- Pro Plan
- ONE
- Beneful
- Tidy Cats

## Polèmiques i crítiques

### Publicitat de llet en pols
A partir de finals dels 70, Nestlé va començar a rebre crítiques d'arreu del món per les seves polítiques comercials sobre la llet en pols, especialment les realitzades en els països en desenvolupament. El clamor popular va arribar al seu punt màxim amb el boicot a Nestlé de 1977 que (encara que suspès per diversos anys a mitjans dels anys 1980) segueix en vigor avui en dia. De resultes d'això Nestlé és considerada l'empresa més boicotejada del món.
Nestlé ha publicitat i continua publicitant la llet en pols com si fos un substitut segur (o fins i tot una alternativa preferible) a la llet materna.

### Reclamacions a l'estat d'Etiopia
El desembre de 2002, l'ONG Oxfam va fer públic que Nestlé reclamava 6 milions de dòlars a Etiòpia en compensació per la nacionalització de l'empresa Elices (Ethiopia livestock Development) pel govern marxista de Mengistu el 1975. Nestlé no accepta en un principi l'oferta del govern d'1 milió i mig de dòlars. Sota una gran pressió pública, Nestlé va signar finalment l'acord pel qual acceptava 1,5 milions de dòlars i declarava emprar aquests diners en projectes de lluita contra la fam a la regió, en col·laboració amb la Creu Roja Internacional.

### Nestlé Purina a Veneçuela
A principis de 2005, Nestlé Purina va vendre a Veneçuela milers de tones de pinsos contaminats per animals. La contaminació va afectar marques com Dog Chow, Cat Chow, Puppy Chow, Fiel, Friskies, Gatsy, K-Nina, Nutriperro, Perrarina and Pajarina.
Es va al·legar que la contaminació va ser causada per un proveïdor que emmagatzemava el blat de moro utilitzat en la producció dels pinsos incorrectament, circumstància que va conduir a una proliferació d'un fong amb una gran quantitat d'aflatoxina causant de greus problemes hepàtics en els animals que van menjar l'aliment. El 3 de març de 2005, l'Assemblea Nacional (legislatura federal de Veneçuela) va dictaminar que l'empresa Nestlé Purina era responsable de les normes de qualitat i que calia pagar una indemnització als propietaris dels animals afectats.

### Ús de la llengua catalana
A final del 2004 la Plataforma per la Llengua va anunciar que arran d'un estudi realitzat sobre l'etiquetatge en grans marques d'alimentació i de diverses queixes rebudes, s'havia reunit amb diversos responsables de l'empresa els quals els van comunicar que després d'haver estudiat la qüestió havien decidit de no incloure el català entre les llengües que figuren en les seves etiquetes. La Plataforma va denunciar que Nestlé sí que etiquetava els seus productes en altres llengües molt menys parlades que el català i que també utilitza totes les llengües oficials en altres territoris com ara Suïssa.
Així mateix la Plataforma per la Llengua també va denunciar que la multinacional no emprava el català en el seu lloc web oficial. Malgrat les pressions, Nestlé no va incorporar el català a la seva web de manera definitiva fins a finals del 2008.